# Gordo Dan
Daniel Parisini (Santiago del Estero, 15 de mayo de 1992), conocido por su seudónimo en redes sociales como Gordo Dan, es un militante político, influencer y empresario de medios argentino, quien también ha ejercido como medico genetista.  Está identificado con el partido político La Libertad Avanza y por varios de sus dichos en redes sociales ha sido catalogado por distintos medios como ultraconservador de extrema derecha.
El medio de noticias público de Australia, el SBS World News, lo ha definido como «El principal defensor de Milei en las redes sociales». En 2024 ganó el premio Martín Fierro Digital.

## Biografía
Nació en 1992 en la capital de la Provincia de Santiago del Estero. Estudió medicina en la Universidad Nacional de Tucumán y posteriormente trabajó desde 2019 a 2023 en el Centro Nacional de Genética Médica del Instituto Nacional de Microbiología Dr. Malbrán y también trabajó en el Hospital Ricardo Gutiérrez y el Hospital Garrahan.
Empezó a publicar en la red social Twitter en 2020, bajo el nombre de «Oso Gordo Intenso» y con una foto de perfil de Sylvester Stallone interpretando a Marion Cobretti en la película Cobra de 1986. Se hizo conocido por sus publicaciones las cuales causaban polémicas en Twitter y que en muchos casos genero que la red social terminara bloqueando sus cuentas por infringir las normas de la comunidad.
En Twitter apoyó al entonces candidato a diputado Javier Milei, en las elecciones legislativas de 2021 y en las elecciones presidenciales de 2023. Cobró relevancia fuera de las redes sociales, luego de que se observe que tras la publicación de posts en donde Parisini echaba informalmente a miembros del gabinete nacional, estos despidos se generaban días después, como los son el caso del secretario de Bioeconomía, Fernando Vilella, y el exsubsecretario de Deportes, Julio Garro.
Consultado acerca de por qué no utiliza su nombre verdadero en las redes sociales, declaró que Gordo Dan, es un personaje que odia a los pobres y es misógino para asustar "a los zurdos".
Desde junio de 2024, conduce el programa La Misa, en el canal de streaming Carajo, propiedad de Cale Group y en el cual es socio minoritario. En agosto de ese año, ganó el premio Martín Fierro Digital.
En noviembre de 2024, en un acto en San Miguel, lanzó la agrupación Las Fuerzas del Cielo, junto a funcionarios del gobierno nacional. En el acto afirmó que dicha agrupación quería ser «el brazo armado de Javier Milei» El acto fue levantado por medios periodísticos por destacar una supuesta semejanza de la escenografía del acto con elementos fascistas. Por dicho acto fue denunciado penalmente por incitación al odio y la violencia y representar "una amenaza concreta a los derechos y garantías" de los ciudadanos.
El 4 de diciembre de 2024, fue orador en el foro conservador de CPAC Argentina junto a otras personalidades importantes del mundo como Javier Milei, presidente de Argentina, quien respaldó sus dichos, Luis Caputo, ministro de economía de Argentina, Santiago Abascal, presidente del partido político español VOX, Ben Shapiro y Lara Trump entre otros.
El 11 de diciembre de 2024, entrevistó, en su programa La Misa, al presidente Javier Milei durante más de tres horas en vivo.
Según algunos medios, Karina Milei lo vetó para engrosar las listas electorales porteñas de La Libertad Avanza con el argumento que él y los suyos: «espantaban a los porteños».

## Controversias
Ha sido acusado por medios periodísticos y la oposición como el responsable de manejar, junto a Santiago Caputo, un ejército de troles de internet a favor del gobierno de Javier Milei y avalados por este último, que son utilizados para publicar mensajes provocadores o polémicos hacia miembros opositores al gobierno.
En agosto de 2024, el Foro de Periodismo Argentino (FOPEA), lo denunció por filtrar una supuesta conversación entre miembros de FOPEA, en donde hablaban del ataque que había sufrido un periodista cubriendo una marcha política.
El 19 de noviembre de 2024, fue denunciado judicialmente junto al escritor Agustín Laje, el secretario de Culto y Civilización, Nahuel Sotelo, el secretario de Políticas Universitarias, Alejandro Álvarez, y el diputado bonaerense, Agustín Romo, por «incitación al odio, intimidación pública e incitación a la violencia colectiva» por los diputados Esteban Paulón y Mónica Fein, en el contexto del lanzamiento de la agrupación Las Fuerzas del Cielo. La denuncia se dio tras una declaración de Parisini en la que afirma querer que la agrupación sea «el brazo armado de Javier Milei».
En marzo de 2025 fue investigado por un supuesto «hostigamiento digital» contra la presidenta del Foro de Periodismo Argentino Paula Moreno Román y otros integrantes de la organización donde además se presentaron como amicus curiae del tribunal las organizaciones Transparencia Internacional, Amnistía Internacional y Poder Ciudadano.

## Programas

### La Misa
| Año  | Canal        | Episodios  | Espectadores promedio |
| ---- | ------------ | ---------- | --------------------- |
| 2022 | Madero Radio | -          | -                     |
| 2023 | Madero Radio | 28         | 2000 ~ 5000           |
| 2024 | Carajo       | 110        | 7000 ~ 15000          |
| 2025 | Carajo       | Actualidad | 9000 ~ 14000          |

## Premios y nominaciones

### Premios Martín Fierro Digital
| Año  | Categoría              | Resultado | Ref.   |
| ---- | ---------------------- | --------- | ------ |
| 2023 | Mejor tuitero          | Nominado  | [ 42 ] |
| 2024 | El más influyente de X | Ganador   | [ 8 ]  |